# Гараж «Олимпо»
«Гараж „Олимпо“» (исп. Garage Olimpo) — кинофильм в жанре политической драмы режиссёра Марко Бечиса, вышедший на экраны в 1999 году. Лента рассказывает о молодой женщине, которую похитили во времена «Грязной войны» в конце 1970-х и пытают в центре незаконного содержания и пыток под названием «Гараж „Олимпо“» в центре Буэнос-Айреса.

## Сюжет
Фильм рассказывает о судьбе Марии (Коста Антонелла), политической активистки в аргентинской организации, которая участвует в террористической организации, декларирующей борьбу с репрессивной военной диктатурой во время «Грязной войны».
Она преподает в пригороде Буэнос-Айреса. Живёт в ветхой квартире с её матерью Дианой (Доминик Санда), часть комнат она сдает. Один из квартирантов — молодой человек по имени Феликс (Карлос Эчеварриа), который влюбляется в Марию. Феликс работает охранником в гараже, и никто не знает о нём ничего.
Однажды Марию похищает один из действующих в период диктатуры «эскадронов смерти», состоящий из военных. Её пытаются обвинить в заговоре. Для этого её привозят в гараж «Олимпо» — одно из многих известных мест пыток в центре Буэнос-Айреса.
В этом гараже работает Феликс; он один из надзирателей. Теперь Феликс и Мария стоят перед выбором. Феликс лучший специалист по допросам и он должен побороть свои чувства к Марии. Мария должна выжить, и её единственный шанс — это эксплуатировать чувства Феликса.

## В ролях
- Антонелла Коста — Мария
- Карлос Эчеверия — Феликс
- Энрике Пиньейро — Тигр
- Пабло Расук — Техас
- Кьяра Казелли — Ана
- Доминик Санда — Диана, мать Марии
- Паола Бечис — Глория

## Создание
Фильм основан на реальных политических событиях, которые происходили в Аргентине во время правления военной хунты Хорхе Виделы с 24 марта 1976. В этот период парламент был временно отстранён от власти, союзы, политические партии и местное самоуправление были запрещены. Для борьбы с оппозицией военные стали похищать всех неугодных, эти события получили название «Грязной войны»
В то время, когда страна праздновала свой выигрыш Кубка мира, многие политические активисты, в том числе террористы, подвергались пыткам, но этого никто не замечал. Жертв накачивали наркотиками, а затем живых сбрасывали с самолётов в Атлантический океан.
Чилийский режиссёр Марко Бечис стал жертвой военного режима страны и был вынужден бежать из Аргентины в 1977 году, в возрасте 20 лет, по политическим причинам.

## Награды и номинации
- 1999 — 6 призов Гаванского кинофестиваля: первый приз Grand Coral, приз кубинских критиков, приз имени Глаубера Рочи,  награда мемориального центра Мартина Лютера Кинга, приз католического киноцентра (все — Марко Бечис), Memoria Documentary Award (Дэвид Блаустайн).
- 1999 — приз «Серебряный Александр» и приз ФИПРЕССИ на кинофестивале в Салониках.
- 1999 — приз Golden Colon на кинофестивале в Уэльве (Испания).
- 2000 — приз за лучший сценарий фестиваля латиноамериканских фильмов в Льейде (Испания).
- 2000 — две премии Ассоциации кинокритиков Аргентины за лучшую режиссуру (Марко Бечис) и лучший монтаж (Якопо Квадри), а также 6 номинаций: лучший фильм, лучший оригинальный сценарий (Марко Бечис и Лара Фремдер), лучшая актриса (Антонелла Коста), лучшая актриса-дебютантка (Антонелла Коста), лучшая работа художника (Ромуло Абад), лучшая операторская работа (Рамиро Чивита).
- 2000 — приз Golden India Catalina за лучший фильм на кинофестивале в Картахене (Колумбия).
- 2000 — премия «Давид ди Донателло» за лучшее продюсирование (Амедео Пагани), а также 4 номинации: лучший фильм, лучший режиссёр (Марко Бечис), лучший сценарий (Марко Бечис и Лара Фремдер), лучший монтаж (Якопо Квадри).
- 2000 — приз Phoenix Prize на кинофестивале в Санта-Барбаре.
- 2000 — 4 номинации на премию «Серебряная лента» Итальянского национального синдиката киножурналистов: лучший режиссёр (Марко Бечис), лучший продюсер (Амедео Пагани), лучший сценарий (Марко Бечис и Лара Фремдер), лучший монтаж (Якопо Квадри).
- 2001 — номинация на премию «Ариэль» за лучший латиноамериканский фильм.